# Peribatodes deumbrata
Peribatodes deumbrata là một loài bướm đêm trong họ Geometridae.